# Sklabiná
Sklabiná (hongrois : Mikszáthfalva) est un village de Slovaquie situé dans la région de Banská Bystrica.

## Histoire
La première mention écrite du village date de 1330.

## Démographie

### Évolution de la population
| Année:               | 1994. | 2004.   | 2014.   | 2024.   |
| -------------------- | ----- | ------- | ------- | ------- |
| Nombre de personnes: | 789   | 867     | 870     | 912     |
| Différence:          |       | +9,88 % | +0,34 % | +4,82 % |

| Année:               | 2023. | 2024.   |
| -------------------- | ----- | ------- |
| Nombre de personnes: | 908   | 912     |
| Différence:          |       | +0,44 % |